# Lijst van burgemeesters van Heesch
Dit is een lijst van burgemeesters van de voormalige Nederlandse gemeente Heesch tot die gemeente op 1 januari 1994 opging in de gemeente Bernheze (tot januari 1995 nog genaamd 'gemeente Heesch').

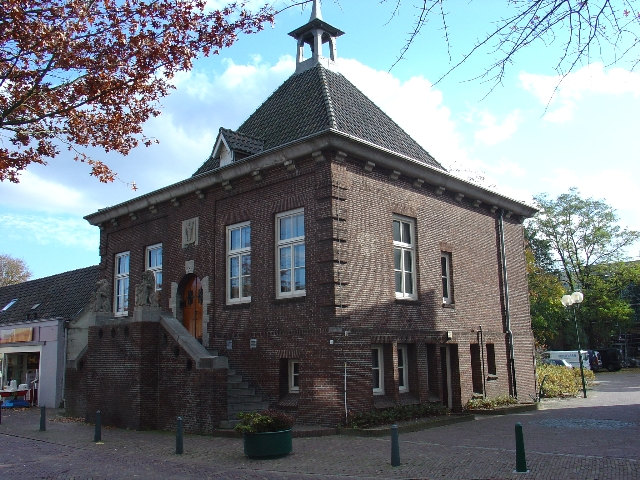
Oude raadhuis Heesch

| Ambtsperiode                                                | Naam burgemeester                | Partij of stroming     | Bijzonderheden |
| ----------------------------------------------------------- | -------------------------------- | ---------------------- | -------------- |
| 1811 - 1816                                                 | Rutger (R.) van Erp              |                        | maire/schout   |
| 1821? - 1827                                                | J.H. van Breugel van Bronckhorst |                        |                |
| 1827 - 1831                                                 | J. Ploegmakers                   |                        |                |
| 1831 - 1836                                                 | Constant Johannes van Someren    |                        |                |
| 1836 - 1851                                                 | J. van Berchem                   |                        |                |
| 1851 - 1888                                                 | Th.Arn. Wolters                  |                        |                |
| 1888 - 1930                                                 | Adr. Math. (A.M.A.) Wolters      |                        |                |
| 1931 - 1944                                                 | J.W. Offermans                   |                        |                |
| 1944 - 1945                                                 | P.G. Heijboer                    |                        | waarnemend     |
| 1946 - 1965                                                 | A.P. van Hulst                   |                        |                |
| 1966 - 1977                                                 | Mr. Jan (J.J.M.) Dosker          | KVP                    |                |
| 1977 - 1990                                                 | Dr. Sjef (J.J.M.) Franssen       | CDA                    |                |
| 1990 - 1992                                                 | Ton (A.H.) Bus                   | CDA                    | waarnemend     |
| 1992 - 1994                                                 | José (J.M.P.J.) van Gorp         | CDA                    |                |
| Fusiegemeente Heesch vanaf januari 1995 'gemeente Bernheze' |                                  |                        |                |
| 1994 - (2003)                                               | José (J.M.P.J.) van Gorp         | CDA (later partijloos) |                |
| vervolg zie: Lijst van burgemeesters van Bernheze           |                                  |                        |                |